# NGC 5982

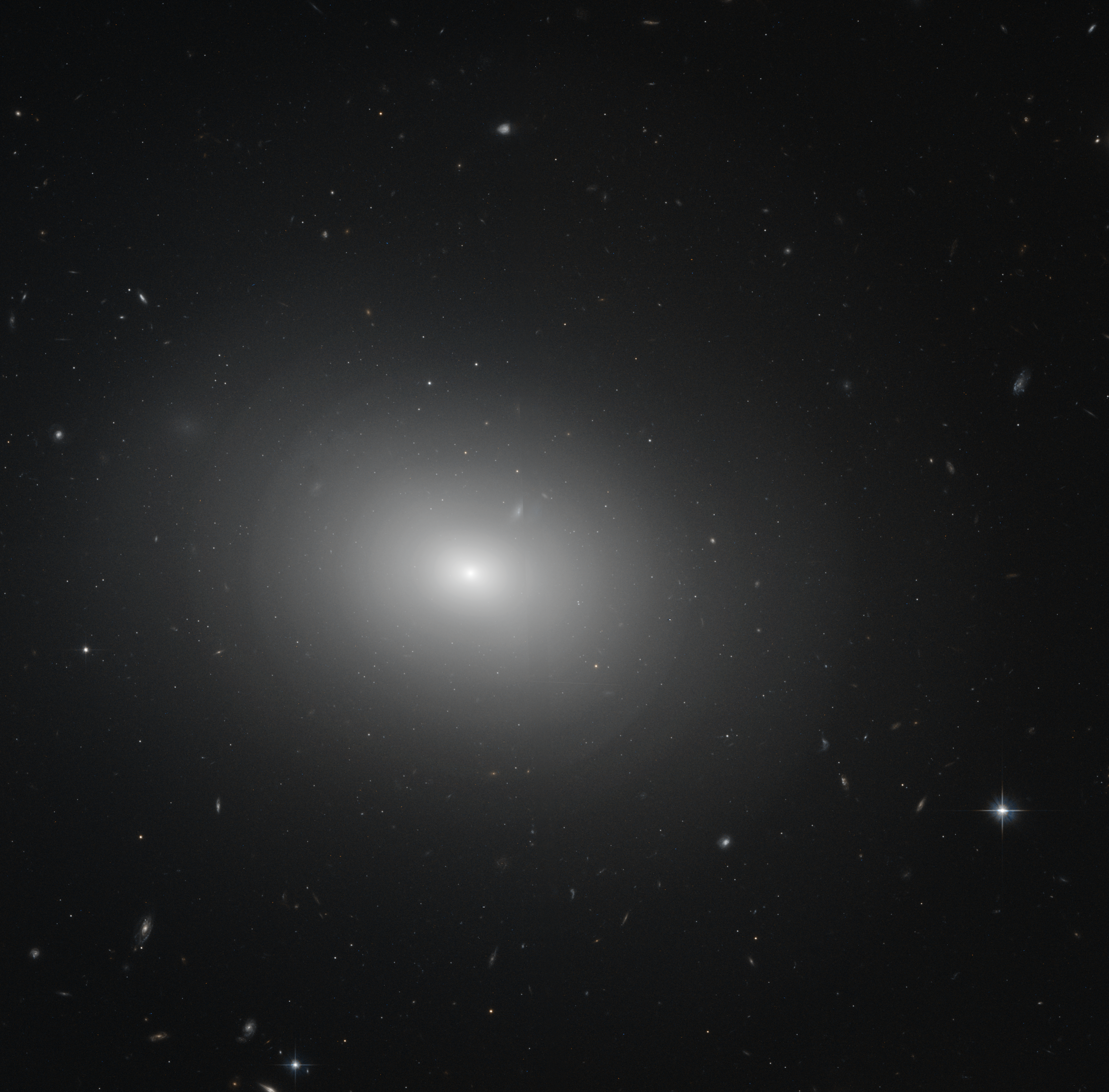
NGC 5982 par le télescope spatial Hubble.

NGC 5982 est une galaxie elliptique située dans la constellation du Dragon. Sa vitesse par rapport au fond diffus cosmologique est de 3 053 ± 10 km/s, ce qui correspond à une distance de Hubble de 45,0 ± 3,1 Mpc (∼147 millions d'al). NGC 5982 a été découverte par l'astronome germano-britannique William Herschel en 1788.
NGC 5982 est une galaxie LINER, c'est-à-dire une galaxie dont le noyau présente un spectre d'émission caractérisé par de larges raies d'atomes faiblement ionisés. 
À ce jour, 21 mesures non basées sur le décalage vers le rouge (redshift) donnent une distance de 37,386 ± 10,700 Mpc (∼122 millions d'al), ce qui est à l'intérieur des valeurs de la distance de Hubble. Notons cependant que c'est avec la valeur moyenne des mesures indépendantes, lorsqu'elles existent, que la base de données NASA/IPAC calcule le diamètre d'une galaxie et qu'en conséquence le diamètre de NGC 5982 pourrait être d'environ 39,3 kpc (∼128 000 al) si on utilisait la distance de Hubble pour le calculer.

## Caractéristiques
NGC 5982 possède un noyau cinématiquement découplé, dont l'axe principal est presque perpendiculaire à la rotation de son disque. NGC 5982 contient plusieurs coquilles (shells), près de 26, qui forment des arcs de cercle. La coquille la plus éloignée est située à un rayon de 150 secondes d'arc de long de l'axe principal de la galaxie, alors que la plus interne est à 8 secondes d'arc du noyau. Ces coquilles et le noyau cinématiquement découplé sont le résultat de la fusion de cette galaxie elliptique avec une galaxie elliptique plus petite. 
NGC 5982 renferme des amas globulaires dont l'âge dépasse cinq milliards d'années. La luminosité de NGC 5982 est dominée par la lumière émise par de vieilles étoiles. Au centre de NGC 5982 se trouve un trou noir supermassif dont la masse est estimée selon la relation M-sigma à 8,3 × 108 {\displaystyle M_{\odot }} (108,92 {\displaystyle M_{\odot }}).

## Groupe de NGC 5985
Selon Abraham Mahtessian, NGC 5982 fait partie du groupe de NGC 5985. Ce groupe de galaxies compte au moins cinq membres. Les quatre autres galaxies du groupe sont NGC 5981, NGC 5985, NGC 5987 et NGC 5989.

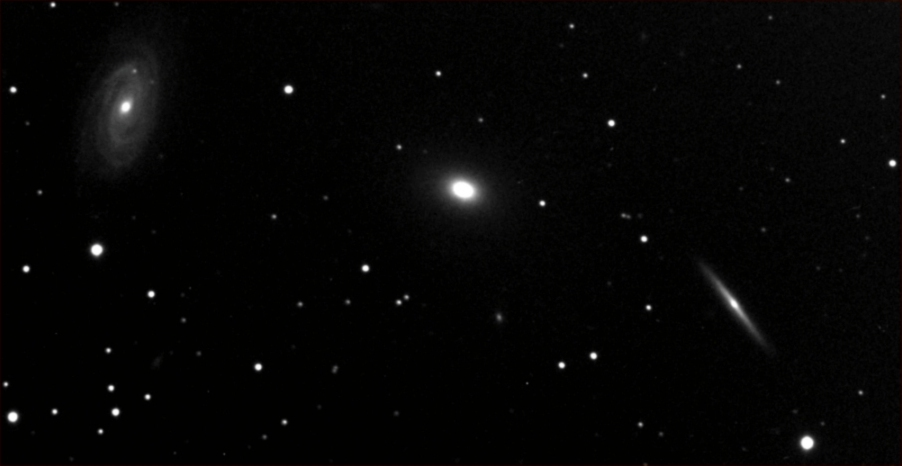
Le trio de galaxies NGC 5981, NGC 5982 et NGC 5985.

A. M. Garcia mentionne aussi le groupe de NGC 5985, mais la galaxie NGC 5981 n'apparaît pas sur sa liste.